# Heavy Stereo
Heavy Stereo war eine britische Band, die besonders in den mittleren 1990er Jahren aktiv war. 

## Geschichte
Heavy Stereos Frontmann war Gem Archer, der als Songwriter und Produzent tätig war. Mit der Zeit wandelte sich ihr anfangs Glam Rock styliger Sound zum Genre des Alternative Rock, bekannt wurden sie durch ihr Album „Deja Voodoo“. Die Band löste sich 1996 auf, nachdem Gem Archer Oasis auf der „Standing on the Shoulder of Giants Tour“ beitrat und dort Paul "Bonehead" Arthurs ersetzte und bis zur Auflösung von Oasis im Jahr 2009 blieb. 
Anschließend trat Gem Archer der von Liam Gallagher gegründeten Band Beady Eye bei, Nick Jones spielt bei The Jim Jones Revue.

## Diskografie

### Alben
- Deja Voodoo (1996)
- B-Sides & Singles (2010)

### Singles
- Sleep Freak (1995) – UK #46
- Smiler (1995) – UK #46
- Chinese Burn (1996) – UK #45
- Mouse in a Hole (1996) – UK #53